# Supercopa Masters
La Supercopa Masters, també coneguda com a Copa Master de Supercopa, fou una competició disputada els anys 1992 i 1995. La disputaven els passats campions de la Supercopa Sud-americana.

## Historial
| 1992    | Boca Juniors (ARG) | 2 - 1                     | Cruzeiro (BRA) | Olimpia (PAR)                             | Racing (ARG)                              |
| 1994(1) | Cruzeiro (BRA)     | 0 - 0 1 - 0 Agregat 1 - 0 | Olimpia (PAR)  | només dos equips disputaren la competició | només dos equips disputaren la competició |

## Palmarès per país
- Argentina 1 títol
- Brasil 1 títol